# Église Sainte-Croix de Gannat
L'église Sainte-Croix est une église catholique située à Gannat, en France.

## Localisation
L'église est située dans le département de l'Allier, sur la commune de Gannat.

## Historique

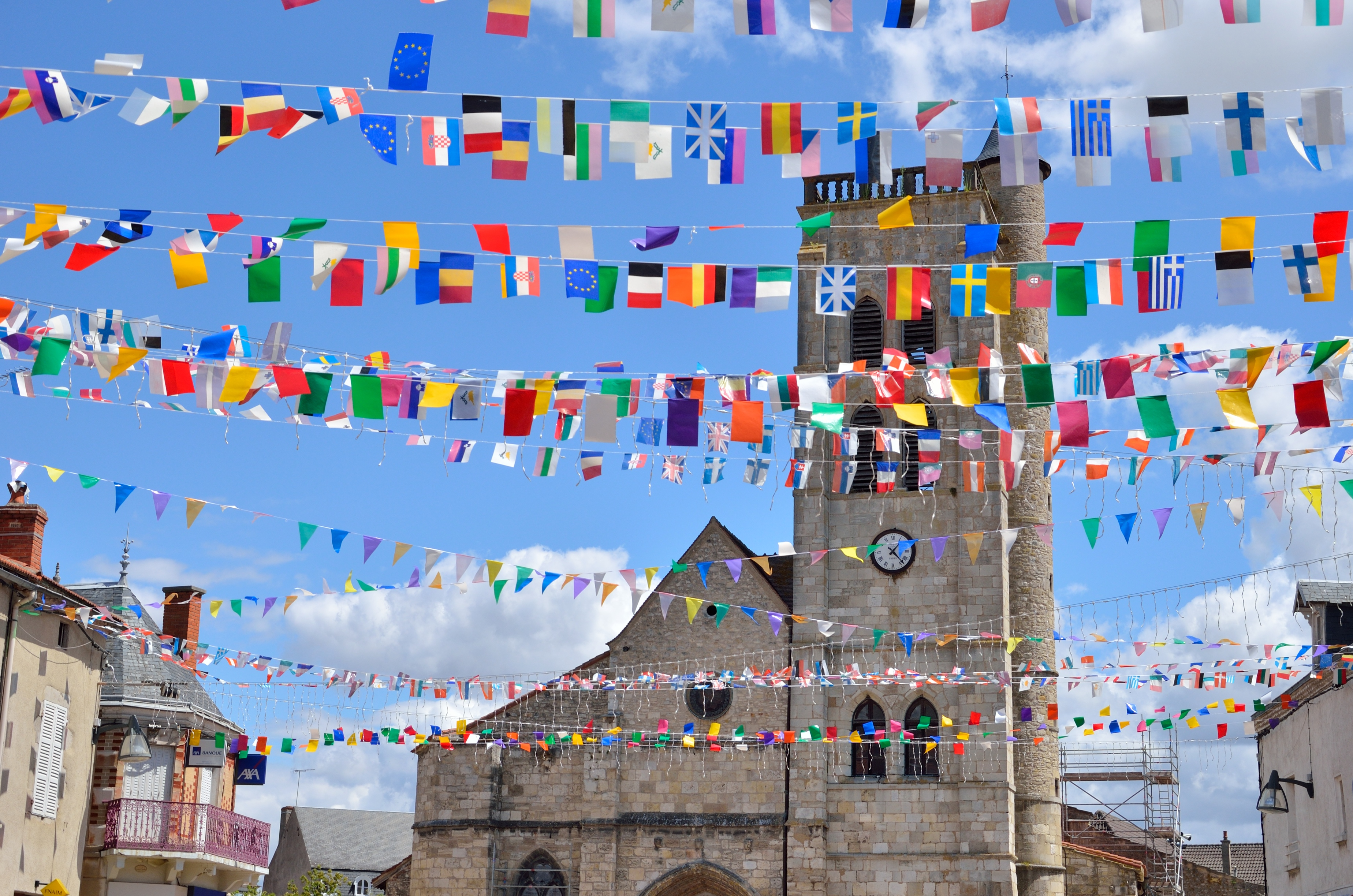
Niveau supérieur d'élévation de la façade occidentale de l'église Sainte-Croix de Gannat.

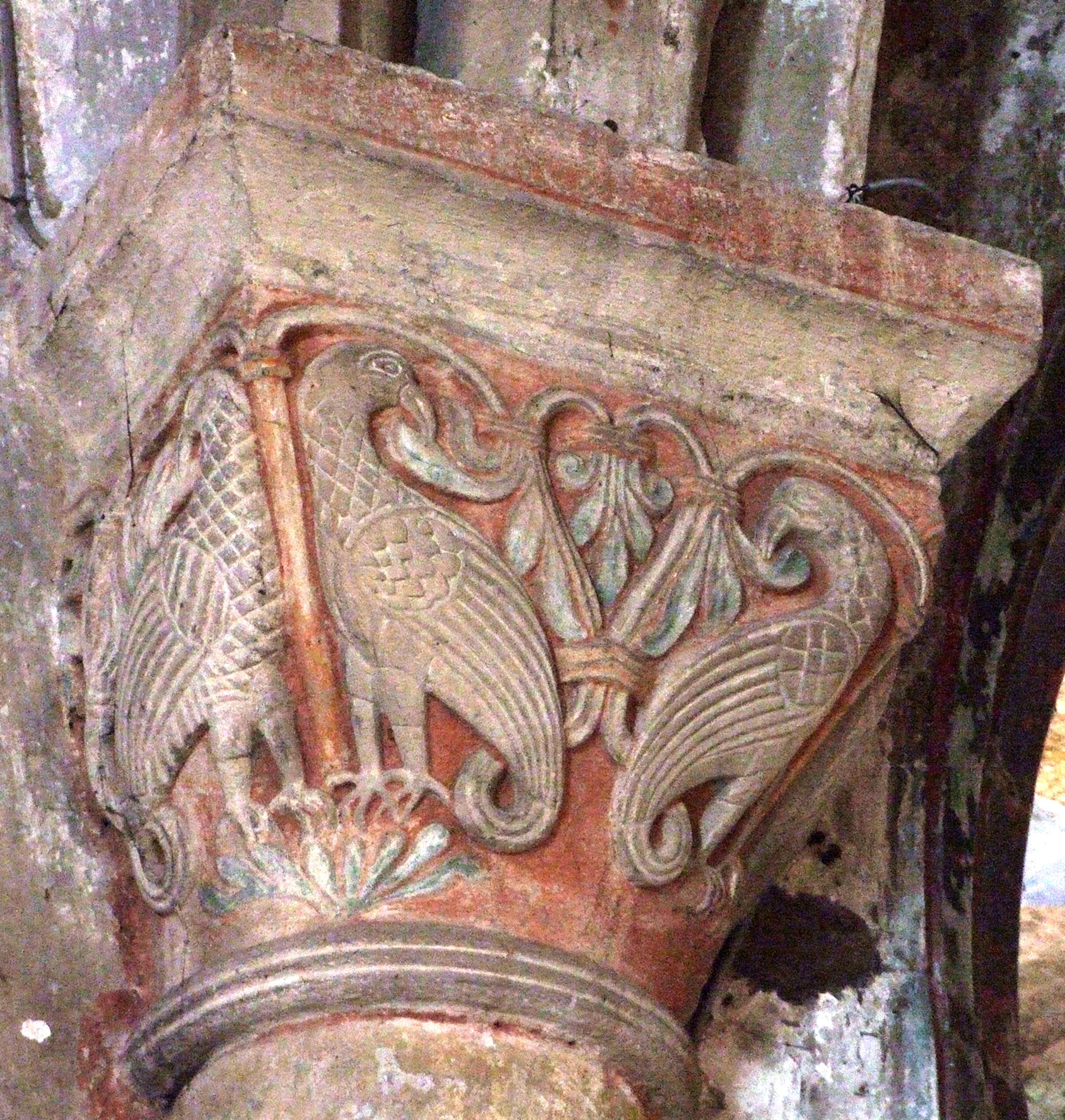
Chapiteau roman de la nef.

Il ne reste pas de document sur la construction de l'église romane Sainte-Croix de Gannat. L'église était peut-être liée à la motte du duc de Bourbon qui a été remplacée au XIIIe siècle par le château autour duquel s'est développée la ville. Il reste des éléments importants de l'église romane dans le chevet et le chœur de l'église actuelle. Le style la rattache à la fin du XIIe siècle. L'église romane était dédiée à saint Saturnin.
En novembre 1236, Archambaud VIII octroie une charte permettant aux habitants de s'organiser en commune. C'est au XIIIe siècle que la dédicace de l'église change pour devenir l'église Sainte-Croix. Le quartier autour de l'église s'est développé pour devenir le plus important de la ville ce qui a dû nécessiter d'entreprendre la reconstruction de l'église gothique.
On peut en avoir une preuve par une clause du testament d'une dame Pétronille qui lègue le 11 novembre 1296 une somme de cinq sous à "l'édifice de Sainte-Croix". Le style des parties basses - grandes arcades et bas-côtés - permet de faire remonter le début de la reconstruction de la nef de cette époque. La claire-voie de la nef et les consoles sur lesquelles reposent les colonnettes engagées recevant la retombée des ogives ne sont pas antérieures au XIVe siècle. Les voûtes de la nef ont dû être remaniées ultérieurement.
Des chapelles sont ajoutées du XIVe au XVIe siècle aux bas-côtés et au déambulatoire. En 1335, une donation est faite pour créer une vicairie perpétuelle pour la dévotion de la Vierge entraînant la construction d'une chapelle. La chapelle Saint-Jean-Baptiste, à côté du croisillon sud de l'ancien transept roman, est relevée de ses ruines après une autorisation donnée le 5 mars 1505 par l'official de Clermont, Antoine de Langeac. La chapelle de la Faulconnière qui a remplacé le croisillon sud comporte une travée droite et un chevet pentagonal. À l'est, une chapelle est construite et terminée avant 1559 car à cette date Anne Prunier demande dans son testament d'y être inhumée.
En 1641, la sacristie est construite contre le croisillon nord. Le 7 mars 1652, la tour qui se trouvait à la croisée du transept s'effondre en détruisant une partie du chevet, du déambulatoire. La reconstruction commence immédiatement. Le clocher est remplacé par une tour en façade terminée en 1659 pour un certain Potier de Riom. Tous les travaux de reconstruction sont terminés en 1665 pour un coût de 14 500 livres.
En 1880 est construite la tribune d'orgue équipée d'un orgue dû au facteur Paul Férat.
L'édifice est classé au titre des monuments historiques en 1910.